# Shahrestān di Naqadeh
Lo shahrestān di Naqadeh (farsi شهرستان نقده) è uno dei 17 shahrestān dell'Azarbaijan occidentale, in Iran. Il capoluogo è Naqadeh. Lo shahrestān è suddiviso in 2 circoscrizioni (bakhsh):
- Centrale (بخش مرکزی)
- Mohammad Yar (بخش محمدیار)